# Pfarrkirche St. Willibald

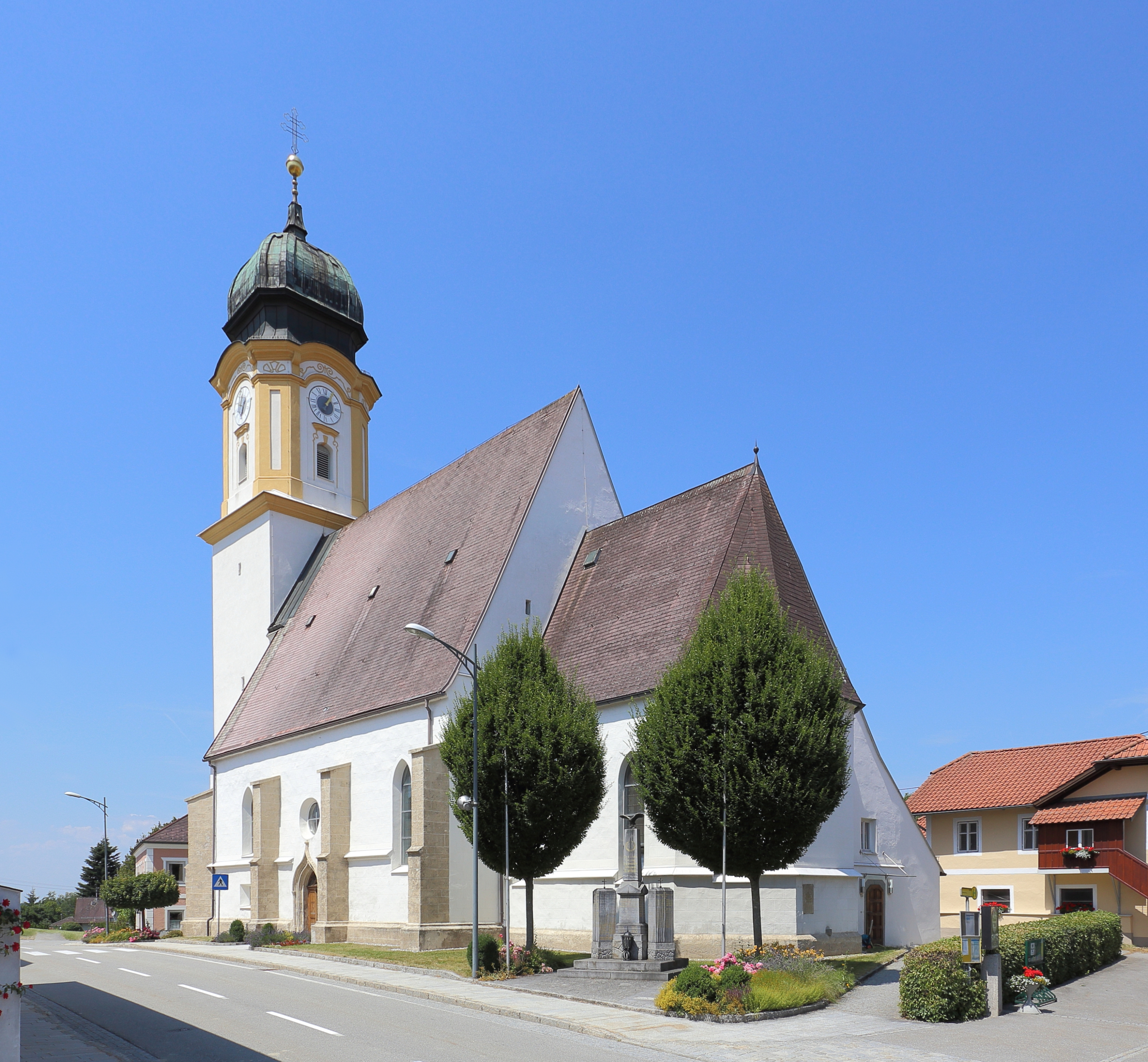
Kath. Pfarrkirche hl. Willibald in St. Willibald

Die römisch-katholische Pfarrkirche St. Willibald steht im Ort St. Willibald in der Gemeinde St. Willibald im Bezirk Schärding in Oberösterreich. Die auf den heiligen Willibald geweihte Kirche gehört zum Dekanat Andorf in der Diözese Linz. Die Kirche steht unter Denkmalschutz.

## Geschichte
Die Kirche wurde vermutlich um die 15./16. Jahrhundertwende errichtet und ersetzte eine baufällige Vorgängerkirche. Im Jahre 1782 wurde St. Willibald eine eigene Pfarre und war vorher eine Filiale der Mutterpfarre Raab. Im Juni 1732 brannte der Kirchturm durch Blitzschlag ab und wurde 1881 wiederum durch Brand beschädigt. Von 1899 bis 1912 erfolge eine vollständige Renovierung und Neueinrichtung der Kirche.

## Architektur
Die spätgotische zweischiffige Hallenkirche ist der Pfarrkirche St. Florian am Inn ähnlich. Das dreijochige netz- und sternrippengewölbte Langhaus hat abgetreppte Streben. Der eingezogene zweijochige  netzrippengewölbte Chor nach der Wechselberger Figuration hat einen Dreiachtelschluss und eingezogene Streben. Der gotische Westturm trägt eine barocke Glockenstube mit abgeschrägten Kanten und eine Haube aus 1733. Das spätgotische Südportal ist kielbogig. Das spätgotische Westportal ist schulterbogig.

## Ausstattung

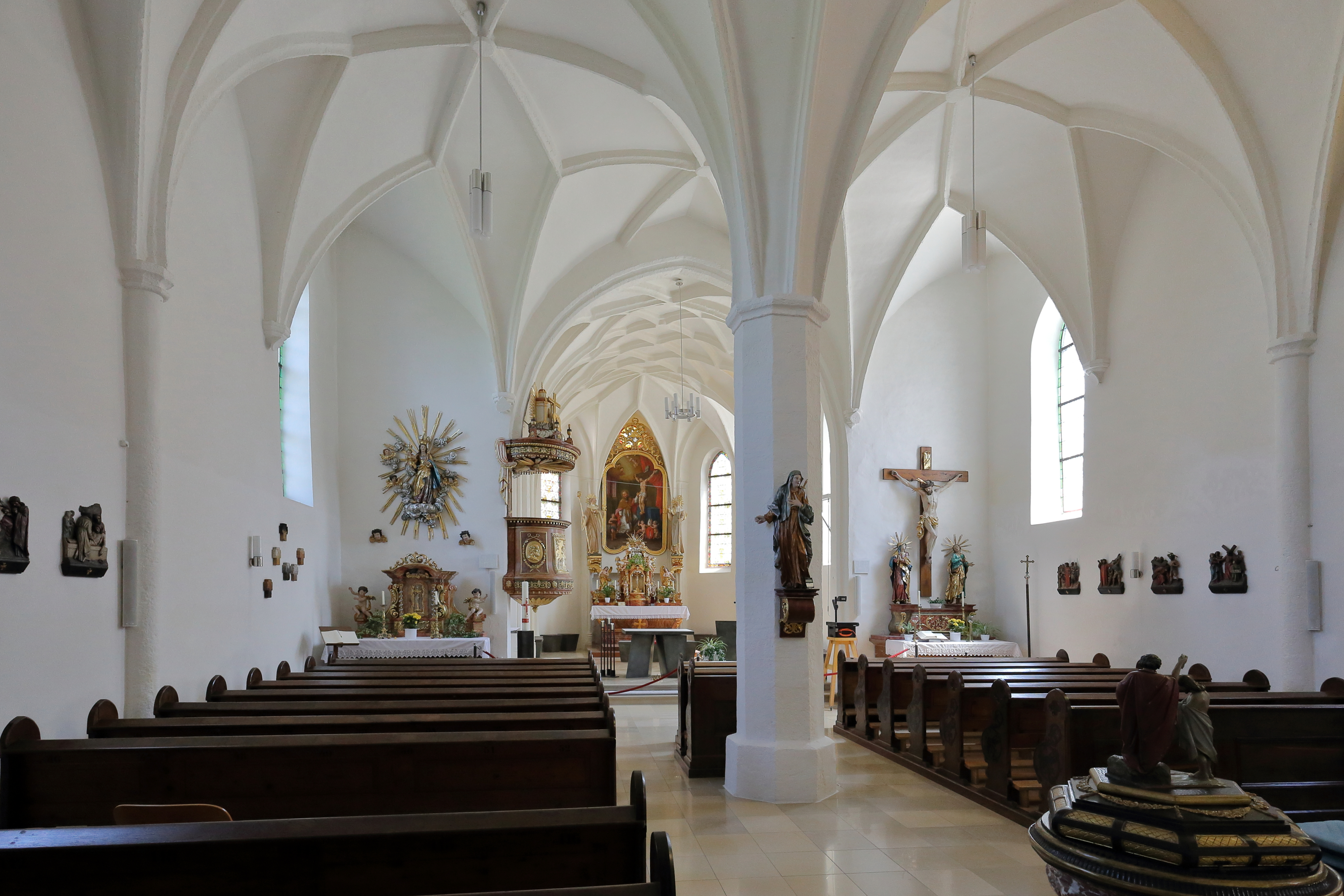
Innenansicht Richtung Chor

Die Einrichtung ist neugotisch. Den Hochaltar flankieren zwei fast lebensgroße barocke Figuren aus dem dritten Viertel des 18. Jahrhunderts, die die hl. Walpurga und den hl. Wunibald darstellen. Das Hochaltarbild aus dem Ende des 18. Jahrhunderts stellt den auf das Kruzifix hinweisenden hl. Willibald dar und ist ein Werk von Sebastian Schönhofer aus Schärding. Die Seitenaltäre wurden 1960/61 neu gestaltet, indem die Altaraufbauten entfernt wurden und nur die neugotischen Altartische von 1901 erhalten blieben. Das Kruzifix über dem rechten Seitenaltar stammt aus der 2. Hälfte des 18. Jahrhunderts und wurde 1913 als Missionskreuz für die Pfarrkirche angekauft. Die Kanzel ist klassizistisch, wohl vom Schärdinger Bildhauer Thomas Jorhan (um 1785).
Die Orgel aus dem Jahr 1836 fertigte Josef Breinbauer. Sie wurde 1898 durch Leopold Breinbauer umgebaut und 1971 sowie 1998 renoviert.